# Juan Domingo-Beka Esono Ayang
Juan Domingo-Beka Esono Ayang CMF (* 18. Februar 1969 in Mabewele-Yenkéng, Äquatorialguinea) ist ein äquatorialguineischer Ordensgeistlicher und römisch-katholischer Bischof von Mongomo.

## Leben
Juan Domingo-Beka Esono Ayang trat der Ordensgemeinschaft der Claretiner bei und legte am 2. September 2002 die ewige Profess ab. Er empfing am 28. September 2003 das Sakrament der Priesterweihe.
Am 1. April 2017 ernannte ihn Papst Franziskus zum ersten Bischof von Mongomo. Der Präfekt der Kongregation für die Evangelisierung der Völker, Fernando Kardinal Filoni, spendete ihm sowie Miguel Angel Nguema Bee SDB und Calixto Paulino Esono Abaga Obono am 20. Mai desselben Jahres die Bischofsweihe; Mitkonsekratoren waren der Erzbischof von Malabo, Juan Nsue Edjang Mayé, und der Bischof von Bata, Juan Matogo Oyana CMF.
Seit Anfang 2022 ist er Vorsitzender der Bischofskonferenz von Äquatorialguinea.